# Whisky Four

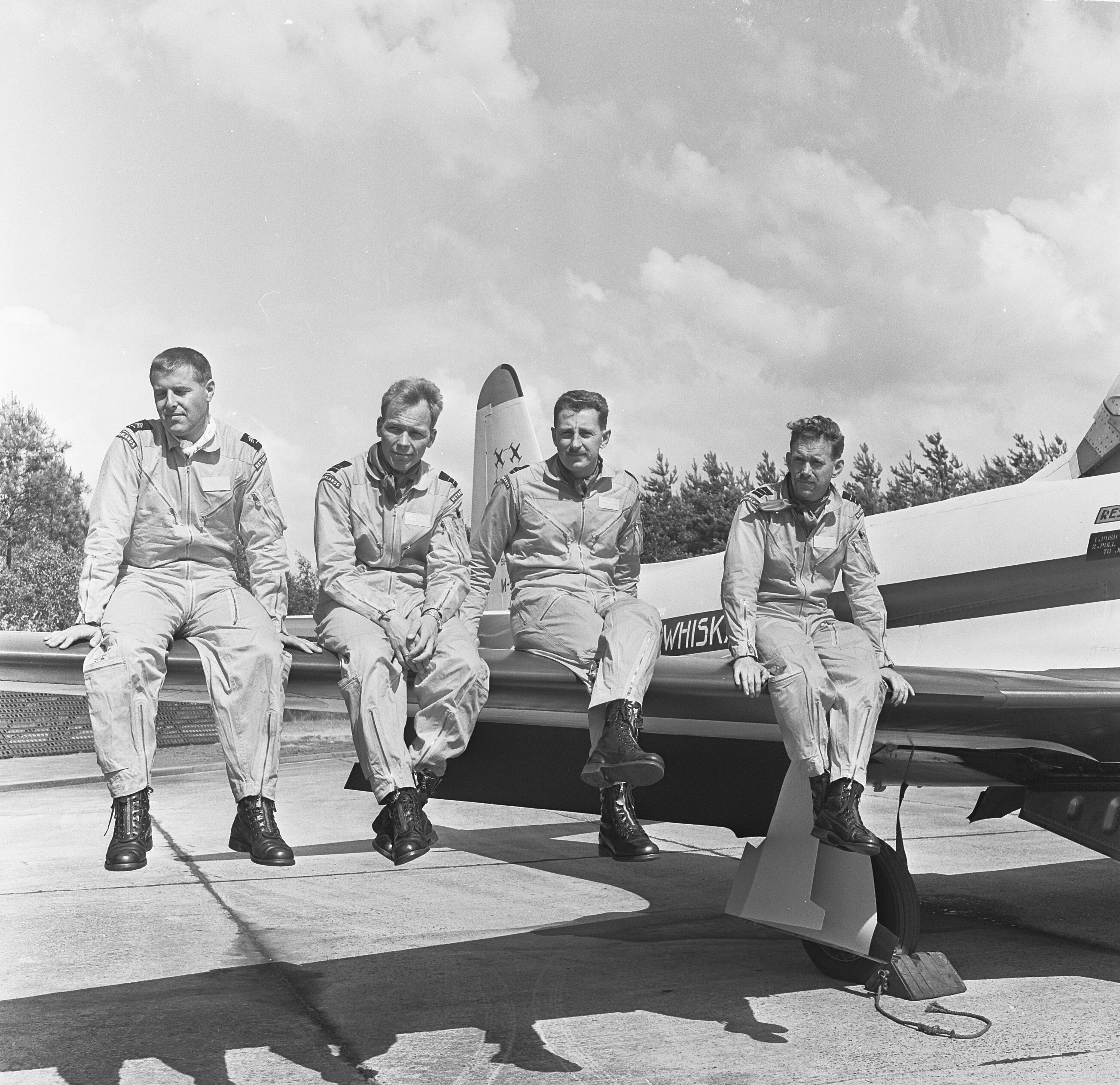
Whisky Four bij 10-jarig bestaan

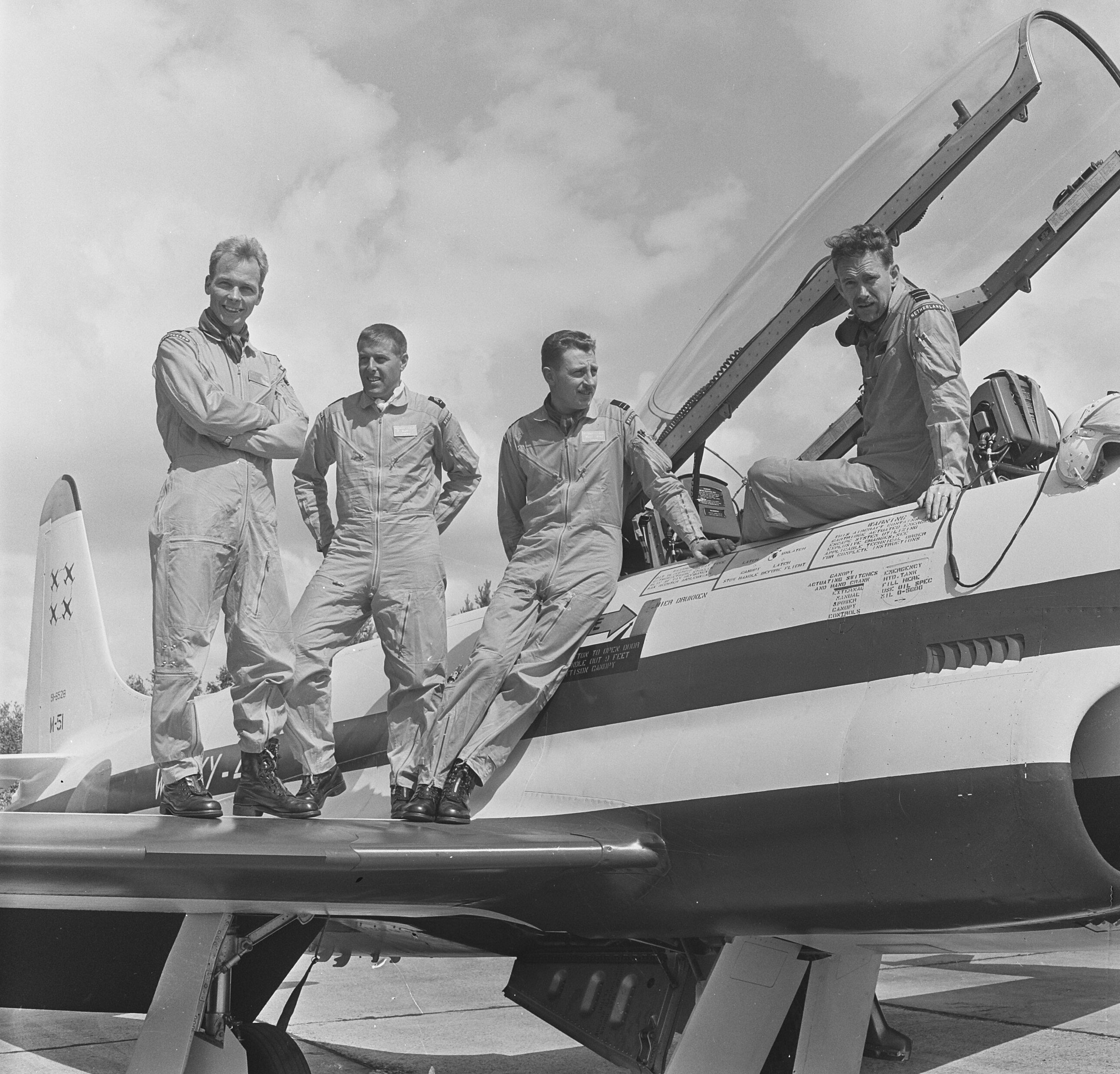

Whisky Four was een demonstratieteam van de Nederlandse Koninklijke Luchtmacht. De naam verwijst naar de letter W, de eerste letter van thuisbasis Vliegbasis Woensdrecht volgens het NAVO-spellingsalfabet en het aantal vliegtuigen dat gebruikt werd tijdens shows. Het Whisky Four-team bestond uit instructeurs van de voormalige Jachtvliegeropleiding op de Vliegbasis Woensdrecht.

## Geschiedenis
Whisky Four vloog in 1956 voor het eerst officieel bij een brevetuitreiking met vijf Gloster Meteors Mk IV en bestond toen uit de RAF-vlieginstructeur Flight-Lieutenant Willson als teamleader en de Eerste Luitenants Blaauw, Mik, van Oorschot en van Kemenade. In verband met het vliegen met Meteors was Willson tijdelijk bij de jachtvliegopleiding gedetacheerd. Het team werd bemand door ‘gewone’ militaire vliegers en vanwege cursussen, overplaatsingen en wat later de vervanging door een ander vliegtuigtype wisselde de samenstelling periodiek. Ook de gebruikte toestellen waren telkens willekeurige lestoestellen van de jachtvliegopleiding.
In 1958 ging Willson bij de uitfasering van de Meteors terug naar de RAF en werd hij opgevolgd door Kapitein Wierikx. Het team ging over op 4 Lockheed T-33A’s van 313 Squadron dat van de Vliegbasis Volkel naar Woensdrecht werd verplaatst. De toestellen waren in de opleidingsuitvoering: zilverkleurig met fluorescerend gespoten neus, tiptanks en een fluorescerende balk aan de staart. Wierikx stelde voor deze toestellen een compleet aerobatics-programma samen.
In 1960 werd Wierikx na overplaatsing vervangen door Kap. de Vrij. Tot dusver was het programma tot Nederland en België beperkt, maar de uitnodiging tot deelname aan de Battle of Britain Parade in 1962 veranderde dit. Een vlekkeloos uitgevoerd programma vloerde het Britse publiek waarna de internationale uitnodigingen volgden.
In 1963 bestond de Koninklijke Luchtmacht 10 jaar en werd Whisky Four met succes in binnen en buitenland als promotieteam ingezet. Aan het einde van dat jaar werd de Vrij na overplaatsing opgevolgd door Kap. van Dommelen en in 1964 kreeg het team de grootste bekendheid dankzij een tv-uitzending van de AVRO.
In het noodlottige jaar 1965 bestond het team uit de Kapiteins van Dommelen, Peerboom, Liem, Sommer en Helderweirt (Belgische luchtmacht) als reserve. Tijdens de slotdemonstratie van de luchtmacht open dag op 8 juni 1965 op de Vlb.Woensdrecht, kwamen twee toestellen met elkaar in botsing. Bij deze crash kwamen de kapiteins R.Liem (28) uit Bergen op Zoom en H.Sommer (32) uit Hoogerheide om het leven.
Begin 1966 maakte Whisky Four op aandringen van de luchtmachtstaf een herstart. Er waren echter enkele markante verschillen. Elke vlieger kreeg een ‘eigen’ kist met ‘eigen’ crewchief toegewezen. De toestellen werden lichtgroen met donkergroene strepen en het demovliegen kreeg voorrang boven het lesvliegen. Whisky Four bestond toen uit Kap. van Dommelen (lead), de Elt’s Roest en Jaski en de Sgt-vlieger Drenth. 
In juni 1966 werd het 10-jarig bestaan van het team gevierd gevolgd door enkele (inter)nationale optredens. Wegens gebrek aan ervaren T-33-instructeurs en de werkdruk van de Transitie Vlieger Opleiding besliste de luchtmachtstaf echter in oktober 1966 tot stillegging van het team en kreeg 314 Squadron op de Vliegbasis Eindhoven de taak een nieuw team te formeren.
In 1967 gaf dit nieuwe team, nu onder de naam Whiskey Four-67 en bestaande uit de vliegers Bakker, van der Velde, van der Windt, Schuur en Willemsen, acte de présence met de Republic F-84 Thunderstreak in een nieuw kleurschema Toen tijdens een oefenvlucht boven de basis op 5 juni 1967 opnieuw een toestel crashte waarbij de Elt. P.C.Schuur om het leven kwam, werd het team definitief opgeheven.